# Châteauneuf-les-Martigues

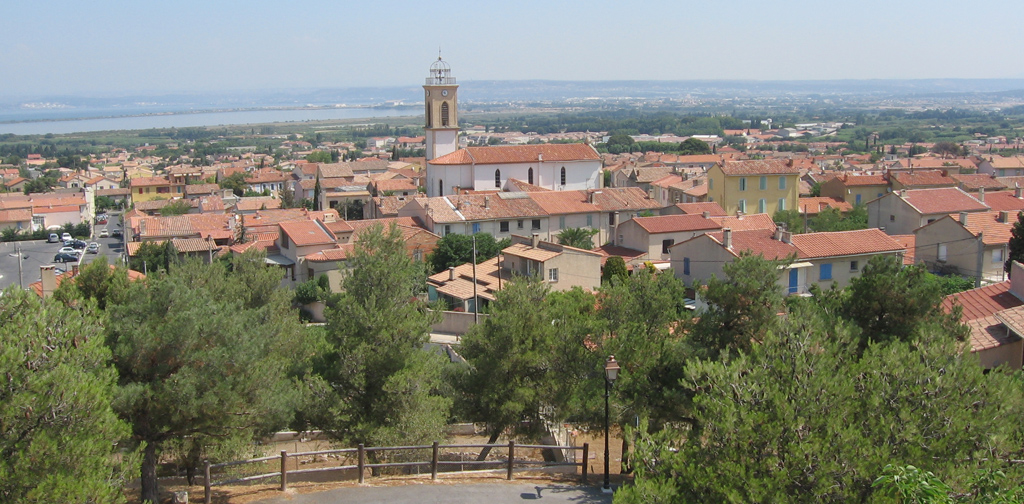
Panorama miasta

Châteauneuf-les-Martigues – miejscowość i gmina we Francji, w regionie Prowansja-Alpy-Lazurowe Wybrzeże, w departamencie Delta Rodanu.
Według danych na rok 1990 gminę zamieszkiwało 10 911 osób, a gęstość zaludnienia wynosiła 345 osób/km² (wśród 963 gmin regionu Prowansja-Alpy-W. Lazurowe Châteauneuf-les-Martigues plasuje się na 63. miejscu pod względem liczby ludności, natomiast pod względem powierzchni na miejscu 314.).